# アメリカン・ドリーム (アルバム)
『アメリカン・ドリーム』（American Dream）は、クロスビー、スティルス、ナッシュ&ヤングが1988年に発表したアルバムである。

## 解説
クロスビー、スティルス、ナッシュ&ヤングとしては前作『デジャ・ヴ』より18年ぶりのスタジオアルバムとなった。
ニール・ヤングは1983年、デヴィッド・クロスビーに、もしクロスビーがドラッグの問題を解決し、自浄作用が働けばクロスビー・スティルス・ナッシュ&ヤングを再結成すると約束した。 1985年にフロリダのウェスト・パーム・ビーチで違法薬物と半自動小銃を所持していた罪で逮捕されたクロスビーは、1986年にハンツヴィルにあるテキサス州の矯正局で5ヵ月間服役したが、まさにその通りになり、ヤングの約束通り、カルテットはカリフォルニア州ウッドサイドにあるヤングの牧場で、ヤングの選んだプロダクション・チームと共にCSNYの2枚目の公式スタジオ・アルバムをレコーディングするために集まった。
ニール・ヤングが書いたこのタイトル曲は、オリヴァー・ノース、元大統領候補ゲイリー・ハート、テレビ伝道師ジミー・スワガートにまつわる当時センセーショナルだった政治スキャンダルを風刺したもので、ジュリアン・テンプルが監督した、ノース（スティルス）、ハート（ナッシュ）、スワガート（クロスビー）をメンバーが誇張した風刺画に扮し、変装したヤングが彼らの 「没落」のナレーターとパンクロッカーを演じるミュージックビデオで宣伝された。シングルとしてリリースされたこの曲は、このアルバムからリリースされた他の4枚のシングルのうち3枚と同様、ビルボード・ホット100には完全に届かなかったが、アルバム・ロック・トラック・チャート（現在のメインストリーム・ロック）では4位を記録した。アメリカでチャートインした唯一のシングル「Got It Made」は、ホット100では69位だったが、ビルボードの2つのフォーマット別チャートでは、アダルト・コンテンポラリーで11位、アルバム・ロック・トラックスで1位と、はるかに上位にチャートインした。ヤングの母国カナダでは、シングル「American Dream」が3位、「Got It Made」が16位と、かなりのヒットを記録した。

## 収録曲
Side 1
1. アメリカン・ドリーム   - "American Dream"
2. ガット・イット・メイド - "Got It Made"
3. ネーム・オブ・ラヴ - "Name of Love"
4. さよならを言わないで  - ""Don't Say Goodbye"
5. オールド・ハウス - "This Old House"
6. ナイトタイム・フォー・ジェネラルズ - "Nighttime for the Generals"
7. シャドウランド - "Shadowland"

Side 2
1. ドライヴィン・サンダー - "Drivin' Thunder"
2. クリアー・ブルー・スカイズ - "Clear Blue Skies"
3. ザット・ガール - "That Girl"
4. コンパス - "Compass"
5. ソルジャーズ・オブ・ピース - "Soldiers of Peace"
6. フィール・ユア・ラヴ - "Feel Your Love"
7. ナイト・ソング - "Night Song"